# アーカンソー・ニュークリア・ワン原子力発電所
アーカンソー・ニュークリア・ワン原子力発電所（Arkansas Nuclear One、ANO）はアメリカ合衆国アーカンソー州ラッセルビル近郊のダーダネル湖畔にある原子力発電所で、アーカンソー州で唯一の原子力発電所である。加圧水型原子炉が2基設置されている。 
エンタジー・アーカンソーが所有し、エンタジー・ニュークリアが運営している。 

## 原子炉
|       | 製                                 | 出力(kW) | 運転開始      | 運転許可          | 冷却                                                       |
| ----- | ---------------------------------- | -------- | ------------- | ----------------- | ---------------------------------------------------------- |
| 1号機 | バブコック・アンド・ウィルコックス | 84万6000 | 1974年5月21日 | 2034年5月20日まで | ダーダネル湖から取水                                       |
| 2号機 | コンバッション・エンジニアリング   | 93万     | 1978年9月1日  | 2038年7月18日まで | ダーダネル湖からは取水せず、二次冷却水は冷却塔を用いて冷却 |

## 周辺人口
米国原子力規制委員会は、アーカンソー・ニュークリア・ワン原子力発電所の周囲に2つの緊急時計画区域を設定している。半径10マイル (16 km) の範囲は大気中に放出された放射能への曝露および吸入が懸念されるエリア、半径50マイル (80 km) のエリアは放射能汚染された食物および飲料水を通じた被曝が懸念されるエリアである。 
2010年米国国勢調査のデータによると、アーカンソー・ニュークリア・ワン原子力発電所から半径10マイル (16 km) 以内の人口は44,139人、半径50マイル (80 km) 以内では308,219人で、2000年からの10年間でそれぞれ17.2％、13.3％増加していた。50マイル以内にある主要都市はラッセルビル（市内中心部まで6マイル）である。 

## 地震リスク
2010年8月に公表された米国原子力規制委員会の調査報告では、アーカンソー・ニュークリア・ワン原子力発電所の地震による炉心損傷リスクは243,902年に1回と推定された。 

## 2013年3月の事故

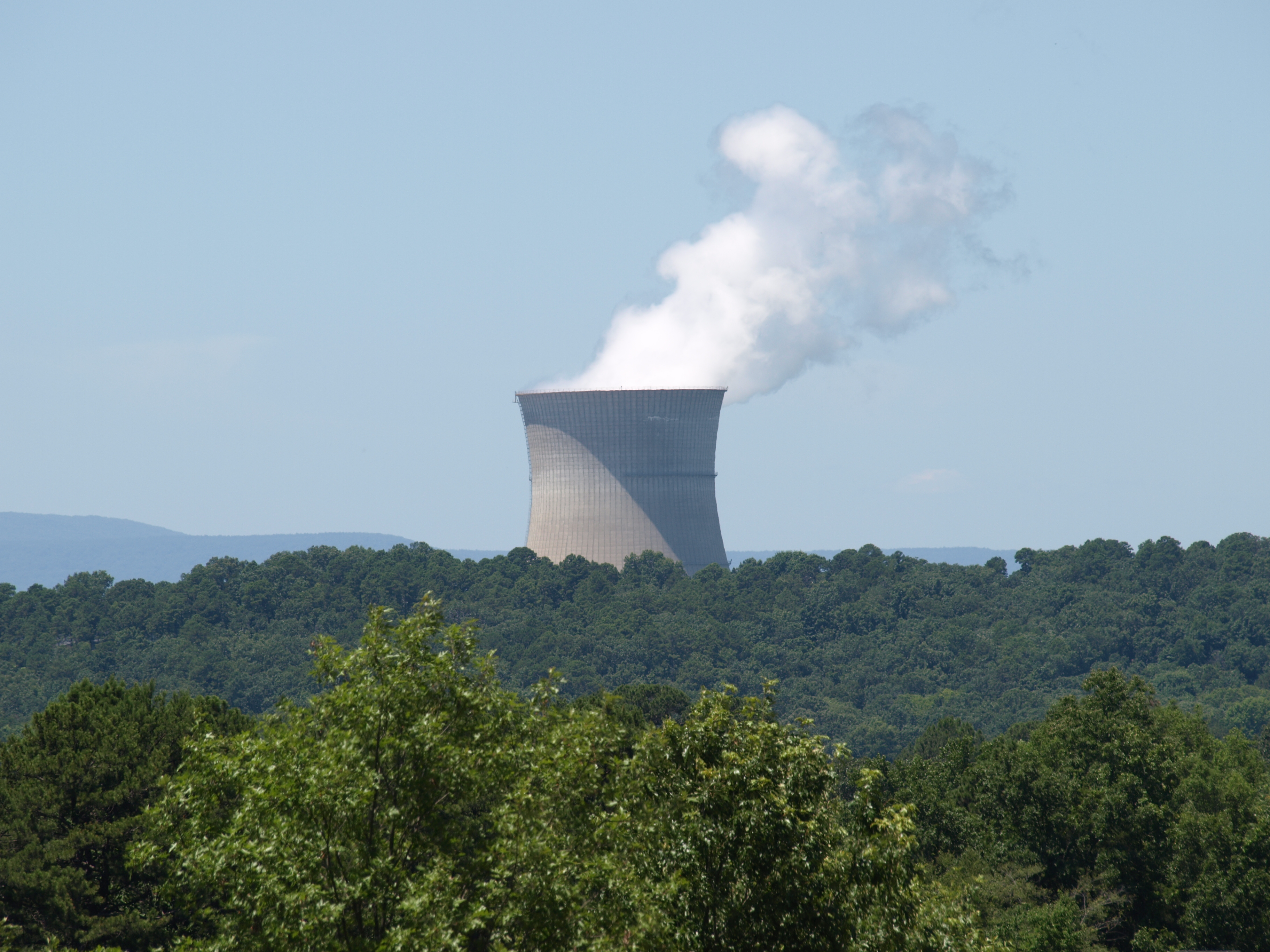

2013年3月31日、1人が死亡し、重傷者4人を含む8人が負傷する事故が起きた が、放射線管理区域外での事故であり、公衆衛生および原子力安全上のリスクはないと発表された。エンタジーによれば、1号機の燃料交換による停止に合わせて発電機の固定子交換作業を行っていたが、その際に固定子が落下して配水管が損傷したため配電設備が浸水し、1号機全体に加えて運転中の2号機の電気系統のうち1系統が停電した。これにより2号機が自動停止したものの、非常用発電機が始動して電力供給は回復したという。原子力規制委員会への事故報告では、1号機への外部電源供給が途絶えたものの、非常用ディーゼル発電機からの給電で冷却水ポンプが稼動し、炉心への給水は問題なく機能していたという。このため、原子力規制委員会はこの事故を最低レベルの「異常事象」に分類した。事故により作業員1人が死亡し、10人の負傷者らが外部医療機関で治療・検査を受けた。エンタジーは死亡した作業員に対して公式に哀悼の意を表明するとともに、ただちに2号機の安全確認を実施して数週間のうちに運転を再開したいと発表した。また、損傷程度を把握し、修理計画を策定するため、1号機を長期間運転停止することとした。 
修理費用は9,500万-1億2,000万ドルと見積もられたが、これには4か月間の停止期間中に発電できなかった分の電力を調達するための追加費用は含まれていない。2013年8月7日には1号機・2号機とも最大出力での運転に復帰した。復旧にあたっては、専門のエンジニアリング会社ローサー・ロルトンから固定子の吊り上げ作業や設置に関する技術監査と支援を受けた。同社は1980年代に初めて重量物の吊り上げ・設置作業に関する技術監査システムを作り上げた先駆的企業である。 

## 2013年12月の事故
2013年12月9日には、2号機が開閉所での変圧器の火災のため停止したが、この火災では負傷者はなく、発電所にも危険が及ぶことはなかった。 